# سودابه بیضایی
سودابه بیضایی (زادهٔ ۱۸ اردیبهشت ۱۳۶۰) بازیگر، مستندساز و نویسنده ایرانی است.

## حرفه
بیضایی دانش آموختهٔ زبان و ادبیات فارسی است. او نخستین تجربهٔ بازیگری خود را با فیلم گیس بریده، ساختهٔ جمشید حیدری در سال ۱۳۸۳ رقم زد. از کارهای او می‌توان به لرد اشاره کرد، ساخته محمد رسول اف که در سال ۲۰۱۶ موفق به دریافت جایزه نوعی نگاه فستیوال کن شد.
او از سال ۱۳۹۶ شروع به ساخت مستند و نوشتن فیلمنامه کرد. دو فیلمنامه سریال «شهرک جیم» و «قصه‌های پهلوان» از او ساخته شده است.
اولین مستند او «مثل اسمم پگاه» است که در جشن مستقل مستند خانه سینما موفق به دریافت جایزهٔ بهترین فیلم مستند شد و یکی از کاندیدهای بهترین مستند در جشن خانه سینما بود. این فیلم در جشنواره‌های متعدد داخلی و خارجی به نمایش درآمد.

## آثار

### سینمایی
| سال  | عنوان مجموعه   | کارگردان          | توضیحات |
| ---- | -------------- | ----------------- | ------- |
| ۱۳۸۵ | گیس‌بریده       | جمشید حیدری       |         |
| ۱۳۸۵ | غیرمنتظره      | محمدهادی کریمی    |         |
| ۱۳۸۶ | محافظ          | محمدجواد کاسه ساز |         |
| ۱۳۸۷ | کودک و فرشته   | مسعود نقاش زاده   |         |
| ۱۳۸۸ | عروس برفی      | سیروس الوند       |         |
| ۱۳۹۱ | روز روشن       | حسین شهابی        |         |
| ۱۳۹۳ | پانسیون دختران | مریم ابراهیم وند  |         |
| ۱۳۹۵ | لرد            | محمد رسول‌اف       |         |
| ۱۳۹۸ | تعارض          | محمدرضا لطفی      |         |
| ۱۴۰۱ | عطرآلود        | هادی مقدم‌دوست     |         |
| ۱۴۰۲ | میرو           | حسین ریگی         |         |
| ۱۴۰۲ | آریاشهر دو نفر | حمید بهرامیان     |         |

### تلویزیونی
| سال  | عنوان مجموعه    | کارگردان       | توضیحات                  |
| ---- | --------------- | -------------- | ------------------------ |
| ۱۳۸۴ | وفا             | محمدحسین لطیفی | شبکه ۳ / پخش در نوروز ۸۵ |
| ۱۳۸۵ | جابربن‌حیان      | جواد افشار     | شبکه ۳                   |
| ۱۳۸۷ | مسافر زمان ۲    | مسعود نوابی    | شبکه ۲                   |
| ۱۳۸۸ | مردان تاریخ ساز | محمود معظمی    | ۲۸ قسمت                  |
| ۱۳۸۸ | هوش سیاه        | مسعود آب‌پرور   | شبکه ۳                   |
| ۱۳۸۹ | ارمغان تاریکی   | جلیل سامان     | شبکه ۳                   |
| ۱۳۸۹ | ستاره‌های سربی   | محمدرضا آهنج   | شبکه ۲                   |
| ۱۳۹۱ | بال‌های خیس      | عباس رنجبر     | شبکه ۱                   |
| ۱۳۹۱ | هوش سیاه ۲      | مسعود آب‌پرور   | شبکه سه                  |
| ۱۳۹۲ | نوشدارو         | جواد اردکانی   | شبکه ۱                   |
| ۱۳۹۳ | آسمان من        | محمدرضا آهنج   | شبکه ۳                   |
| ۱۳۹۴ | کیمیا           | جواد افشار     | شبکه دو                  |
| ۱۳۹۴ | آمین            | بهرنگ توفیقی   | شبکه ۱                   |
| ۱۳۹۶ | نفس             | جلیل سامان     | شبکه ۳                   |
| ۱۴۰۰ | کلبه ای در مه   | حسن لفافیان    | شبکه سه                  |
| ۱۴۰۳ | طوبی            | سعید سلطانی    | شبکه یک                  |
| ۱۴۰۳ | هشت پا          | احمد معظمی     | شبکه یک                  |

### مستند
- اسمم پگاه
- آواز باد
- کسری آنلاین

### کتاب
- نقطه اتصال[۱]